# Route nationale 832
Pour les articles homonymes, voir Route 832.
La route nationale 832 ou RN 832 est une route nationale française reliant Gacé à Mortagne-au-Perche. À la suite de la réforme de 1972, elle a été déclassée en RD 932.

## Ancien tracé de Gacé à Mortagne-au-Perche (D 932)
- Gacé
- Échauffour
- Sainte-Gauburge-Sainte-Colombe
- Moulins-la-Marche
- Mortagne-au-Perche